# Telescopio MPG/ESO

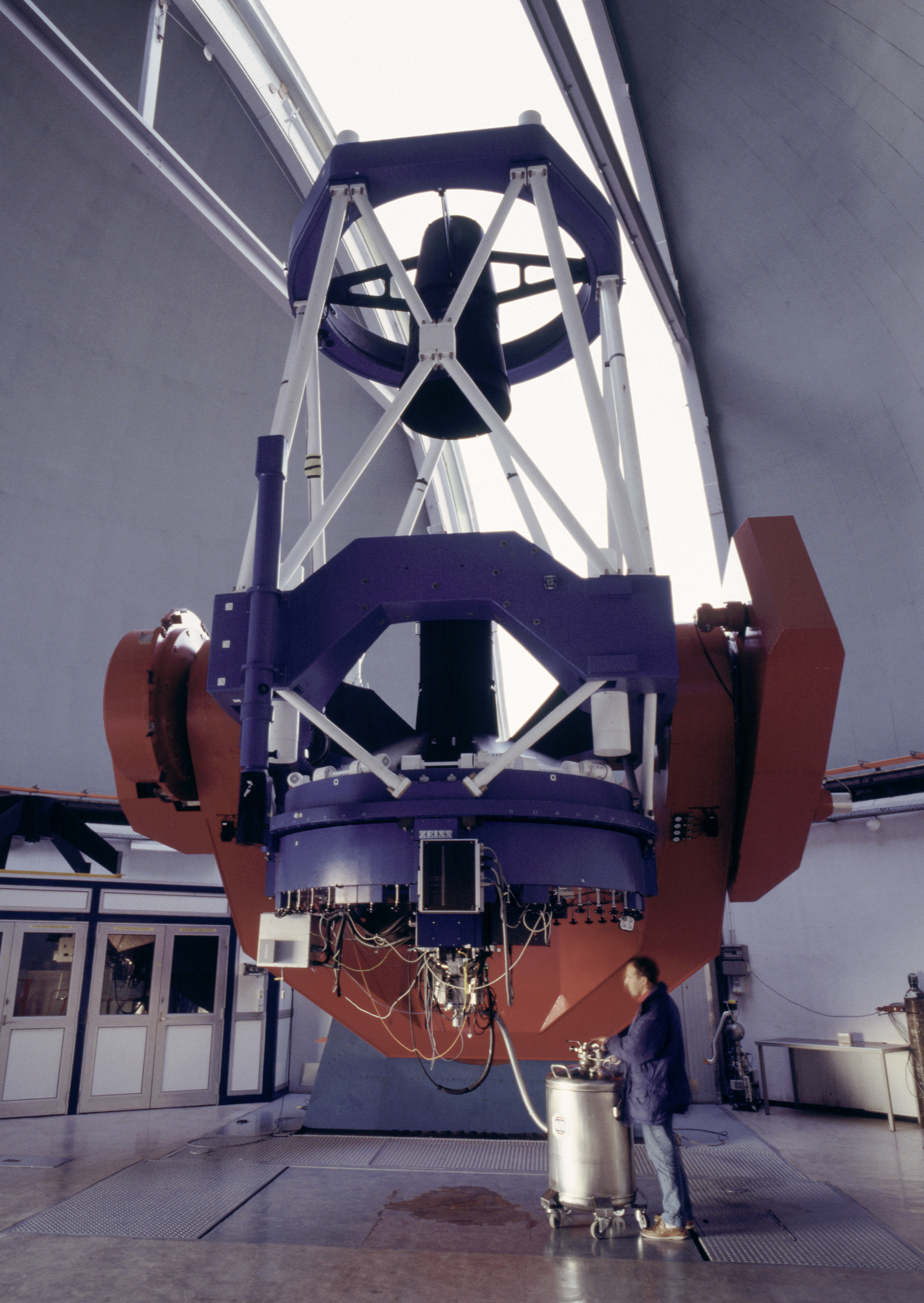
El telescopio MPG/ESO

El telescopio MPG/ESO es un telescopio terrestre de 2,2 metros en el Observatorio Europeo Austral (ESO) en La Silla, Chile. Fue construido por Zeiss y ha estado operando desde 1984. Fue en préstamo indefinido para el Observatorio Europeo Austral, del Instituto Max Planck de Astronomía (MPIA). En octubre de 2013 fue devuelto a la MPIA. El tiempo del telescopio es compartido entre los programas de observación del MPIA y el MPE, mientras que la operación y mantenimiento del telescopio son responsabilidad de ESO.